# NGC 486
NGC 486 is een elliptisch sterrenstelsel in het sterrenbeeld Vissen. Het hemelobject werd op 6 december 1850 ontdekt door de Ierse astronoom William Parsons.